# Ален Ісламович
Ален Ісламович (босн. Alen Islamović) (17 серпня 1957, Соколац, Соціалістична Республіка Боснія і Герцеговина, СФРЮ) - югославський та боснійський рок-музикант, автор-виконавець.
Колишній вокаліст гуртів Divlje Jagode, Bijelo Dugme, 4 Asa.

## Життєпис
Ален Ісламович народився в маленькому містечку Соколац, розташованому за 5 км від міста Бихач. Коли його батько знайшов роботу у Бихачі, вся сім'я переїхала в те місто. Ален познайомився з музикою наприкінці 60-х років, коли його брат приніс додому програвач. 
Пізніше, молодий Ален навчився грати на гітарі. У 1974 році він почав грати на бас-гітарі в музичній групі під назвою Bag. Цей гурт виконував кавери на Deep Purple, Led Zeppelin та Bijelo Dugme і виступав по містах Західної Боснії.
На початку 1980-го, коли Ален повернувся зі служби у армії, йому запронували приєднатися до молодого гурту Divlje Jagode вокалістом та басистом. У складі цього колективу Ісламович відіграв до квітня 1984-го, коли Горан Брегович запроплнував йому стати вокалістом у легендарному гурті Bijelo Dugme, тим самим підмінити Желько Бебека. Він став третім і, як виявиться з часом, останнім вокалістом колективу. Разом з BD він записав три студійники, а також відіграв безліч концертів. 
У 1988 році, через поганий стан свого здоров'я, Ален був змушений залишити колектив і вирушити до дому задля лікування. Bijelo Dugme тоді гастролювали на підтримку свого, як виявиться, останнього студійного альбому *"Ćiribiribela". Після тих гастролей група припинила своє існування. У 2005 році він взяв участь у трьох великих "прощальних" концертах Bijelo Dugme.
Після лікування Ісламович записує матеріал, щоб видати у 1989 році свій дебютний сольний альбом під назвою "Haj, nek se čuje, haj, nek se zna". Цей запис пройшов майже непомітним для критиків та меломанів і незабаром був забутий. Коли почалася війна в Боснії, він залишив Бихач і переїхав до Загреба. У ті важки часи він виступав переважно у Австрії та Швейцарії перед місцевою югославською діаспорою. На свою батьківщину він повернувся наприкінці 90-х.
На початку 2000-х Ален Ісламович співпрацює із турбофолк-виконавицею Індірою Радич - вони записують дует для її альбому Pocrnela burma (2002). Пісня, яку вони записали разом, "Lopov", згодом стала величезним комерційним хітом. Він пізніше зробив ще два дуети з нею: в 2007 році пісня "Imali smo, nismo znali" для її альбому Lepo se provedi і ще раз у 2011 році, пісня - "Nemam kucu, nemam krova".
Ален брав участь у національному відбору «Dora». У 2005 році у складі супер-гурту 4 Asa, а через три роки - сольно. 
У 2008 році він приєднався до канадського гурту Srčani Udar який складався з емігрантів із країн колишньої Югославії. У 2009 році цим колективом був виданий альбом "Mrtvo hladno".
У 2012 вийшов його другий спільний альбом зі Srčani Udar під назвою Heroin.

## Дискографія

### у складіDivlje Jagode
- Stakleni hotel (1981)
- Motori (1982)
- Čarobnjaci (1984)
- Vatra (1985)
- Wild Strawberries (1987)

### у складіBijelo Dugme
- Pljuni i zapjevaj moja Jugoslavijo (1986)
- Mramor, kamen i željezo (1987)
- Ćiribiribela (1988)

### у складі Srčani Udar
- Mrtvo hladno (2009)
- "Alcatraz" (2012)

### Сольні альбоми
- Haj, nek se čuje, haj, nek se zna (1989)
- Gdje je moj rođeni brat (1993)
- Hitovi (1994)
- Bauštelac (1994)
- Nema meni bez tebe (1995)
- Live Eurotour (1996)
- Samo nebo zna (1999)
- Istok, zapad, sjever, jug (2001)